# Szorowie
Szorowie (Шор) – lud turecki zamieszkujący Rosję, w południowo-wschodniej części Syberii zachodniej, przede wszystkim na południu obwodu kemerowskiego, a także w niektórych rejonach Chakasji, Republiki Ałtaju, Kraju Krasnojarskiego i Kraju Ałtajskiego.
Naród liczył około 13 tysięcy w 2010 roku, z tym że tylko ok. 2,8 tys. używa własnego języka. Dzieci praktycznie nie uczą się języka szorskiego. Język wypierany jest przez rosyjski. Od XVIII wieku wyznają prawosławie, choć przetrwały praktyki szamanistyczne. Szorowie zajmowali się tradycyjnie pasterstwem, myślistwem i handlem. Handlowali orzeszkami limbowymi i wyrobami metalowymi własnej produkcji. Hutnictwo upadło pod wpływem konkurencji kowali rosyjskich.

## Folklor i religia
Obecnie Szorowie wyznają prawosławie. Zachował się jednak szamanizm i animizm. Zgodnie z tradycyjnym światopoglądem Szorów, świat podzielony jest na trzy sfery – ziemię Ulgena, naszą ziemię oraz świat podziemny. Ulgen włada 9 niebiosami. Na siódmym niebie znajdują się gwiazdy i księżyc, na ósmym słońce, a na dziewiątym żyje sam Ulgen, który wraz ze swoim bratem – Erlikiem, stworzyli obecny świat i ludzi.
W skład folkloru szorskiego wchodzą przede wszystkim eposy, baśnie, legendy, wróżby, przysłowia i pieśni. Szorskie eposy i pieśni są ściśle powiązane z twórczością muzyczno-poetycką. Utwory te wykonywany przy akompaniamencie instrumentu strunowego, nazywanego „komus”, który posiadał dwie struny i wykonywany był z drewna wierzby lub cedru. Gatunki szorskiego folkloru w swojej treści i ideach odzwierciedlają głównie ich tryb życia.

## Język szorski
Większość Szorów posługuje się językiem szorskim, jednak ponad 40% uważa rosyjski za swój język ojczysty. Do niedawna w języku szorskim istniały dwa dialekty: mraski (grupa języków wschodniotureckich) i kondomski (grupa języków zachodniotureckich).

## Historia
Pierwsze pisemne wzmianki o Szorach pojawiły się w XVII wieku, kiedy to Rosjanie zajęli obszary górnego biegu rzeki Tom. Aż do rewolucji październikowej głównym ich zajęciem było rybołówstwo i przemysł futrzany, a niektóre grupy zajmowały się także prostą uprawą ziemi, hodowlą bydła, handlem i transportem. Rzemiosłem zajmowały się głównie kobiety. Najbardziej rozwinięte było tkactwo i plecenie sieci. Powszechnie zajmowano się także przeróbką skór i drewna (podczas przygotowywania siodeł, nart, łodzi, mebli, naczyń i innych przedmiotów użytku codziennego). Ponadto, duże znaczenie miało kowalstwo oraz wydobywanie i topienie rudy żelaznej (stąd rosyjska nazwa północnych Szorów – „kowalscy Tatarzy”).
Tradycyjne szorskie stroje do XX wieku były szyte tylko w zamkniętych południowych ułusach. Mieszkali w domach z okrągłym dachem, półziemiankach, szałasach, a na północy także w izbach.
W latach 40. XX wieku rozpoczął się proces osłabiania etnicznej asymilacji Szorów. W pierwszej połowie XX wieku powstały na terenach zamieszkiwanych przez Szorów północnych kołchozy, w których pracowali ludzie z różnych grup etnicznych. Dopiero w 1960 roku część Szorów przeniosła się na tereny obwodu kemerowskiego.
Obecnie obserwuje się stopniowy zanik kultury szorskiej. Dlatego Szorowie starają się nadal kultywować dawne zwyczaje – m.in. święto Olgudeka, będącego praojcem Szorów lub święto Pajram, podczas których odbywają się zawody sportowe, wykonuje się pieśni i eposy.
Większość Szorów zajmuje się gospodarstwem i tradycyjnym przemysłem. Jednak mieszkający na wsi uznawani są za bezrobotnych. W miastach (Tasztagoł, Nowokuźnieck) zajmują się obsługą ruchu turystycznego.
W 1989 roku, m.in. w celu zachowania kultury i tradycji Szorów, powstał Szoriański Park Narodowy.